# Марія Валевська
Марія Лончинська, у шлюбі Валевська (пол. Maria Łączyńska, Pani Walewska), 17 грудня 1786, Кернозія коло Лодзі, Польща — 11 грудня 1817, Париж) — польська шляхтянка, згодом графиня д'Орнано (фр. d'Ornano), коханка Наполеона I, мати його сина — графа Александра Валевського.

## Життєпис

### Ранні роки
Марія Лончинська народилася в Польщі і належала до стародавнього роду Наленчів (пол. herb  Nałęcz). Марію виховувала її овдовіла матір. В сім'ї було шестеро дітей — син і п'ятеро дочок (за іншою версією Марія мала двох братів, а вихователем у них був батько Фредерика Шопена — Міхал). Коли Марії було 15 років, на неї звернув увагу 68-річний шляхтич (шамбелян — пол. szambelan) Анастазій Валевський. Валевський був багатим, мав власний маєток і замок поблизу Варшави, але також мав похмуру вдачу і був непривітним. Коли старий шляхтич почав залицятися до юної Марії, мати благала її відповісти взаємністю і одружитися з ним. Коли Марії виповнилося 18 років, у грудні 1805 р. вона стала дружиною Валевського. Допомога шамбеляна дала можливість сім'ї врятувати родовий маєток і відправити старшого брата на навчання до Італії.
Після весілля Марія і її чоловік певний час подорожували Європою, а потім оселилися в маєтку Валевського, де Марія в червні 1805 р. народила сина. Взимку 1806 р. Марія Валевська зустрілася з Наполеоном Бонапартом під час його кампанії в Польщі проти союзних російсько-австрійських військ. Залишившись на зиму у Варшаві, Наполеон згадав про польську дівчину, яка справила на нього враження раніше. Через свого помічника Талейрана вдалося розшукати Валевську і запросити її на офіційний бал. Хоча Марія спочатку відмовилася від запрошення, патріотично налаштовані поляки порадили їй налагодити стосунки з французьким імператором, якого багато поляків бачили визволителем Польщі. На балу Марія відмовилася танцювати, але її присутність справила справжнє враження на Наполеона. Наступних декілька днів він писав їй листи з освідченням у коханні. Зміст листів Наполеона став відомий деяким впливовим полякам, і вони почали наполягати, щоб Марія зустрілася з Наполеоном заради майбутнього Польщі.

### Роман з Наполеоном

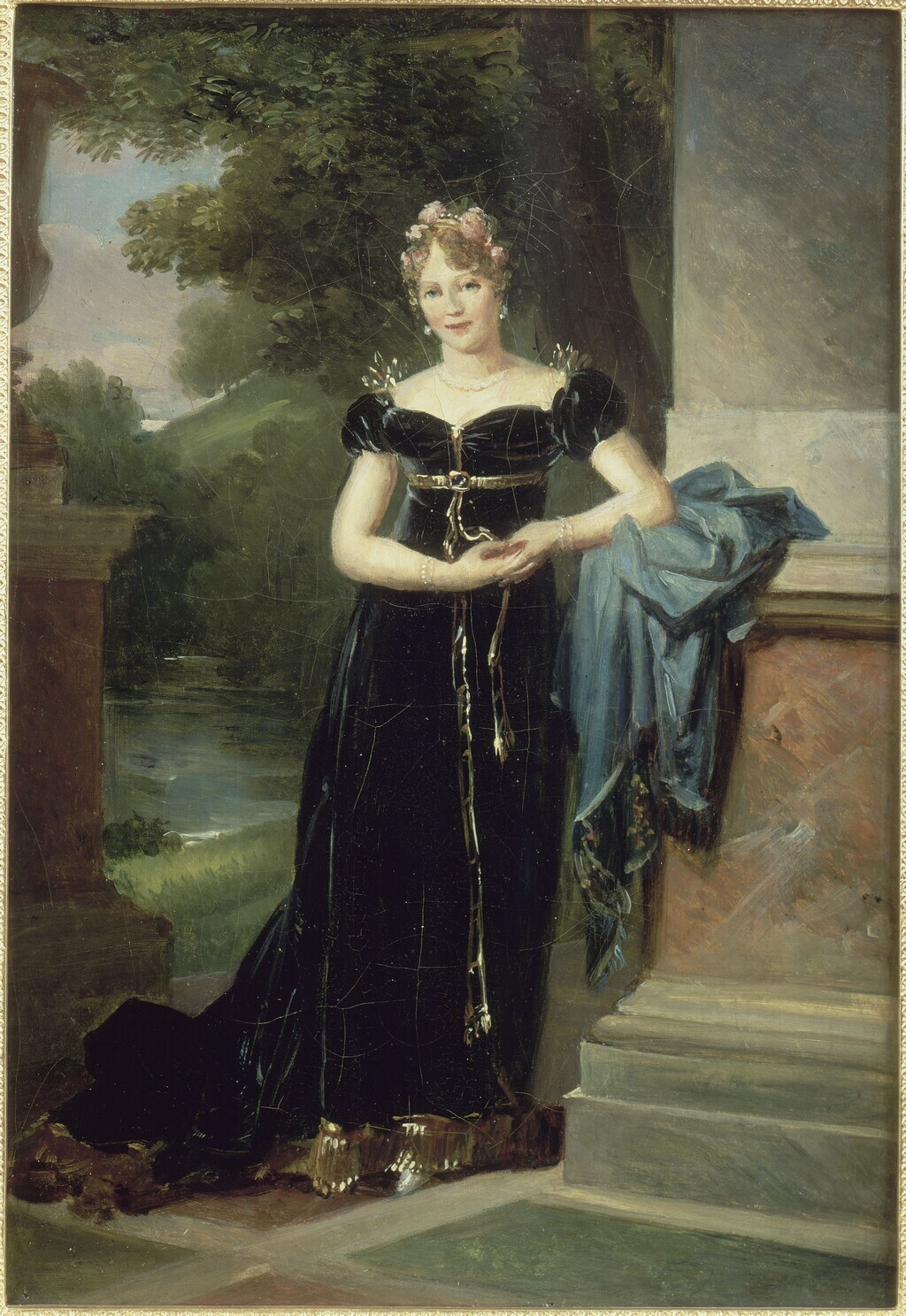
Графиня Марія Валевська

Проста зустріч Марії і імператора Франції згодом переросла в кохання. Марія використовувала свій роман з Наполеоном для залучення французької допомоги в боротьбі за незалежність Польщі. Іх стосунки тривали кілька тижнів. Коли Наполеон повернувся до Парижу, прийшла звістка, що Марія вагітна. На запрошення Наполеона вона переїхала до Парижу і зупинилася на квартирі, облаштованій для неї за наказом імператора. Хоча за Марією доглядали його лікарі у неї стався викидень.
Після повернення з військового походу Наполеон і Марія Валевська відновили свій роман. Після розгрому австрійської армії він облаштував для неї будинок у Відні і запросив її до себе. Протягом трьох місяців вони бачилися майже кожен день. Коли Марія завагітніла вдруге, Наполеон вже був у Франції, розлучився з імператрицею Жозефіною і збирався одружитися з австрійською принцесою Марією Луїзою. Невдовзі після шлюбу Наполеона, 4 травня 1810 р. Марія народила сина Александра. Пізніше на прохання Наполеона Марія відвідала з сином Париж, де вони побачилися з Наполеоном. Марії та хлопцю була призначена щомісячна пенсія в розмірі 10 000 франків і Наполеон пообіцяв зробити Александра королем Польщі. У Парижі Марія також зустрілася з колишньою дружиною Наполеона Жозефіною на її прохання.
Пізніше Марія Валевська повернулася до Польщі і свого чоловіка, з яким розлучилася у 1812 році. Марія з сином прожили в містечку Валевіце чотири роки аж до відречення Наполеона від престолу та заслання на острів Ельба. Саме тоді Марія ще раз відвідала Наполеона разом із чотирьохрічним сином. Вони зустрічалися також після повернення Наполеона до влади і розгрому при Ватерло та перед останнім засланням французького імператора.

### Подальші роки
Після смерті чоловіка у 1814 Марія у 1816 році взяла шлюб з генералом д'Орнано, французьким військовиком та кузином Наполеона. У червні 1817 р. народила третього сина, а невдовзі померла від хвороби нирок. Серце Марії поховане у родинному гробівці д'Орнано у Парижі на цвинтарі Пер-Ляшез, а тіло перевезли і поховали в парафіяльному костелі в Кернозії — рідному селі Марії.